# Цао Цао (песник)
Цао Цао (кин. 曹操, пин. Cáo Cāo; 155–220) је био чувени државник, војник и стратег династије Хан. На власт је дошао у последњим годинама династије Источни Хан (25–220 н.е.) након што је искористио побуну Жутих турбана. Поставио је темеље за оно што је требало да постане држава Цао Веј (220–265), коју је основао његов син и наследник Цао Пи, у периоду Три краљевства (220–280). У књижевности, између осталог, је познат као врстан песник.

## Стил
Цао Цао је био успешан песник, као и његови синови Цао Пи и Цао Џи. Цао Цао је такође био покровитељ других песника као што је Сју Ган. Од Цао Цаових дела данас је остао само део. Сачувано је преко двадесет његових песама и све су писане у жанру јуефу али је он свакој својој песми принео сопствени печат. Његови стихови, непретенциозни али дубоки, помогли су да се преобликује поетски стил његовог времена и шире, доприневши развитку песничких стилова повезаних са поезијом династије Танг. Цао Цао, Цао Пи и Цао Џи су познати под заједничким именом „Три Цаоа“. Поезија Три Цаоа, заједно са другим песницима, на крају се развила у ћјенан стил (период од 196. до 220). Песници породице Цао и други, такозвани Ћјенан песници, наставили су да пишу и развијају поезију овог стила након краја династије Хан и каснијег оснивања државе Цао Веј. Од самог почетка, Ћјенан као културолошки период био је заснован на носталгичној ретроспективи и туговањем за изгубљеним. Грађански сукоби и ратови снажно су утицали на поезију династије Источни Хан, и допринели су развоју меланхоличног и потресног тона балада због неизвесне природе живота током периода ћјенан поезије. 
Ћјенан поезија, из својих корена у народним песмама Хан поезије, еволуирала је у облик научне поезије која је карактеристична за поезију Шест династија. Цао Цао и други ћјенан песници развили су карактеристичан песнички стил Хан фу (или јуефу) који потиче из традиционалних народних песама или балада, као што је неуједначена дужина стихова. Неправилни стихови су се трансформисали у једнаке стихове дужине од пет карактера, веома слични (и инспирисани) петокарактерним стилом ши поезије династије Танг. Цао Цао је посебно запажен по својим баладним стиховима, које је наменио певању уз музику.
Цао Цао је такође писао стихове у старијем, четворокарактерном стилу карактеристичном за класичну кинеску поезију. Бартон Вотсон описује Цао Цаоа као: „јединог пeсника тог периода који је успео да у стари метар од четири карактера унесе било какву виталност, углавном зато што је одбацио архаичну дикцију повезану са њим и употребио обичан поетски језик свог времена. Цао Цао је такође познат по својим раним доприносима жанру шаншуи поезије (пејзажна поезија), са својом песмом од 4 карактера и 14 стихова „Гледајући плаво море“ (по преводу Аде Зечевић).

## Поеме

### Дуг живот корњаче
Једно од најславнијих дела Цао Цаоа, написано у старом стилу стиха од четири карактера, насловљено је Дуг живот корњаче (龜雖壽). То је део четвороделне песме под називом Кораци кроз славну капију (步出夏門行). Написана је током битке на планини Бели вук 207. године.
| 《龜雖壽》           | Дуг живот корњаче                                                     |
| 神龜雖壽，猶有竟時。 | Митолошка, дуговечна корњача, Ипак свој крај дочека.                  |
| 騰蛇乘霧，終為土灰。 | Моћна аждаја која се у облаке вине, У прашини и пепелу завршити мора. |
| 老驥伏櫪，志在千里； | Стари коњ затворен у штали О галопима од сто лија још увек сања       |
| 烈士暮年，壯心不已。 | У срцу хероја белих коса Храброст и одлучност су неуништиве.          |
| 盈縮之期，不但在天； | Време живота и време смрти На небу су записани.                       |
| 養怡之福，可得永年。 | Само тежња за хармонијом и срећом Може вечни живот да ти подари.      |
| 幸甚至哉！歌以咏志。 | Ах, како је велика моја срећа, У овој песми о њој певам.              |

1. ↑  Ли је традиционална кинеска мерна јединица за даљину; метар

### Гледајући плаво море
Ова поема је такође написана 207. године, када се Цао Цао враћао са своје тријумфалне кампање, док је пролазио кроз планине Ћиеши.
| 《观沧海》           | Гледајући плаво море                                                 |
| 东临碣石，以观沧海。 | Са планине Ћиеши гледајући према истоку, Видим бескрајно плаво море. |
| 水何澹澹，山岛竦峙。 | Вода се неуморно пени, Брдовита острва стрше у висине.               |
| 树木丛生，百草丰茂。 | На њима тамнозелене шуме, Стотине пашњака, богатих и бујних.         |
| 秋风萧瑟，洪波涌起。 | Јесењи ветар хучи и јауче, Широки таласи према небу се издижу.       |
| 日月之行，若出其中。 | Сунце и месец на свом путовању, Као да из мора излазе.               |
| 星汉灿烂，若出其里。 | Блистајуће звезде, Млечна стаза, Као да из његове дубине израњају.   |
| 幸甚至哉, 歌以咏志。 | Ах, како је велико моје задовољство, У овој песми о њему певам.      |